# Eugenia Bujak
Eugenia Bujak, poljsko-slovenska kolesarka, * 25. junij 1989, Lentvaris, Sovjetska zveza (zdaj Litva).
Nastopila je na Svetovnem prvenstvu v cestnem kolesarstvu 2013 v Firencah za Poljsko, od leta 2018 nastopa za Slovenijo. Med letoma 2014 in 2019 je tekmovala za klub BTC City Ljubljana, od leta 2020 pa za Alé BTC Ljubljana. Na slovenskem državnem prvenstvu v kronometru je trikrat osvojila naslov državne prvakinje, v letih 2018, 2019 in 2021, ter dvakrat na cestni dirki, v letih 2019 in 2021.